# Капан (филм, 2004)
Вижте пояснителната страница за други значения на Капан.
Капан е български телевизионен филм (драма) от 2004 година на режисьора Владислав Икономов, по сценарий на Ваня Даскалова. Оператор е Мартин Димитров, а музиката написал Лъчезар Аврамов. Художник – Здравко Маринов.

## Актьорски състав
| Изпълнител        | Роля                                |
| ----------------- | ----------------------------------- |
| Евелина Борисова  | Мария, адвокатка                    |
| Валери Йорданов   | Джак, убиецът на любовника на Мария |
| Искра Радева      | майката на Мария                    |
| Надежда Иванова   | сестрата на Мария                   |
| Валентин Ганев    | Илия следовател                     |
| Стефан Мавродиев  | съсед                               |
| Михаил Ботевски   | барманът                            |
| Китодар Тодоров   | убитият престъпник                  |
| Антоанета Минчева | дете                                |
| Наталия Крисенко  | дете                                |
| Венцислав Кисьов  | любовникът                          |